# Oscurecimiento gravitatorio
Se llama oscurecimiento gravitatorio u oscurecimiento por la gravedad (gravitational darkening en inglés) a un fenómeno astronómico derivado del hecho de que una estrella que rota sobre sí muy rápidamente tiene una forma achatada perceptible.
Al no ser la estrella esférica, tiene un diámetro mayor en el ecuador que en los polos. Como consecuencia de ello, los polos tienen mayor gravedad superficial, y por tanto mayor temperatura y brillo. En otras palabras, los polos son más brillantes y el ecuador está oscurecido.
Este fenómeno ha sido observado en las brillantes Regulus A (α Leonis) y Altair (α Aquilae).
La estrella posee forma achatada porque la fuerza centrífuga resultante de la rotación genera una presión adicional hacia fuera en la estrella. La fuerza centrífuga se expresa matemáticamente por:
{\displaystyle F_{\text{centrifuga}}=m\omega ^{2}\rho }
donde {\displaystyle m} es la masa (en este caso de un elemento de pequeño volumen de la estrella), {\displaystyle \omega } es la velocidad angular, y {\displaystyle \rho } es la distancia radial al eje de rotación. En el caso de una estrella rotante, {\displaystyle \rho } aumenta conforme nos movemos por su superficie desde el polo al ecuador. Esto significa que las regiones ecuatoriales experimentarán una mayor fuerza centrífuga que las regiones polares. La fuerza centrífuga empuja masa lejos del eje de rotación, lo que resulta en una menor presión del gas en las regiones ecuatoriales de la estrella. Esto hace que en dichas regiones el gas sea menos denso y menos caliente.